# Thorsten Andersson
Karl Thorsten Gunnar Andersson (* 23. Februar 1929; † 22. April 2018) war ein schwedischer germanistischer und skandinavistischer Mediävist, Linguist und Namenforscher. Er war Professor für skandinavische Sprachen und Ortsnamen-Forschung an der Universität Uppsala.

## Leben
Nach seiner Studienzeit und einem Lektorat für die schwedische Sprache an der Universität Münster promovierte Andersson in Uppsala und wurde dort 1971 zum ordentlichen Professor für Skandinavistik bis zur Emeritierung 1994 berufen.
Andersson war ab 1987 Mitglied der philologischen Klasse der Kungl. Vitterhets Historie och Antikvitets Akademien („Königlich Schwedischen Akademie für Literatur, Geschichte und Altertümer“) und aktuell Mitglied des Vorstands. Des Weiteren war Andersson mitherausgebender Fachberater des Reallexikon der Germanischen Altertumskunde und darin Verfasser zahlreicher Artikel im Bereich Sprachwissenschaft und Namenkunde. Für die Reihe der Ergänzungsbände war er als Herausgeber und Beiträger tätig.
In der Zeit von 1971 bis 1985 war er Mitglied des „NORN-Committee“ (Nordisches Komitee für die Zusammenarbeit in der Onomastik) und in der Zeit von 1971 bis 1980 war er dessen Vorsitzender. Von 1983 bis 2000 war er Mitherausgeber der schwedischen Fachzeitschrift für skandinavische Personennamenkunde Studia Anthroponymica Scandinavica. Tidskrift för nordisk personnamnsforskning. und von 1985 bis 2005 Herausgeber der schwedischen Fachzeitschrift für skandinavische Ortsnamenkunde Namn och bygd. Tidskrift för nordisk ortnamnsforskning.
2003 verlieh ihm die Universität Kopenhagen eine Ehrendoktorwürde. Er war Mitglied der Königlich Dänischen Akademie der Wissenschaften.

## Schriften (Auswahl)
Beiträge
- Der nordgermanische Sprachzweig. In: Heinrich Beck, Dieter Geuenich, Heiko Steuer (Hrsg.) Altertumskunde – Altertumswissenschaft – Kulturwissenschaft. Erträge und Perspektiven nach 40 Jahren Reallexikon der Germanischen Altertumskunde. de Gruyter, Berlin/New York 2012, ISBN 978-3-11-027360-1, S. 215–244. (Ergänzungsbände zum Reallexikon der germanischen Altertumskunde. 77).
- Altgermanische Ethnika. In: Namn och bygd. 97 (2009) S. 5–39.
- Germanische Personennamen vor indogermanischem Hintergrund. In: Albrecht Greule, Matthias Springer (Hrsg.) Namen des Frühmittelalters als sprachliche Zeugnisse und als Geschichtsquellen. de Gruyter, Berlin/New York 2009, ISBN 978-3-11-020815-3, S. 9–26. (Ergänzungsbände zum Reallexikon der Germanischen Altertumskunde. 66).
- Gutþiuda och Gutland – en tillfällig likhet?. In: Namn och kulturella kontakter i Östersjöområdet. Handlingar från NORNA:s 30e symposium i Visby 14–16 september 2001. Redigerade av Staffan Nyström, Uppsala, S. 74–86. (NORNA-rapporter 78).
- Götar, goter, gutar. In: Namn och bygd. 84 (1996) S. 5–22.
- Nordische und kontinentalgermanische Orts- und Personennamenstruktur in alter Zeit. In: Edith Marold, Christiane Zimmermann (Hrsg.) Nordwestgermanisch. de Gruyter, Berlin/New York 1995, ISBN 978-3-11-090769-8, S. 1–40. (Ergänzungsbände zum Reallexikon der germanischen Altertumskunde. 13).
- Onomastiska grundfrågor. In: Den ellevte nordiske navneforskerkongressen. Sundvollen 19.–23. juni 1994. Redigerade av Kristoffer Kruken, Uppsala 1994, S. 15–41. (NORNA-rapporter 60).
- Orts- und Personennamen als Aussagequelle für die altgermanische Religion. In: Heinrich Beck, Detlev Ellmers, Kurt Schier (Hrsg.) Germanische Religionsgeschichte – Quellen und Quellenprobleme. de Gruyter, Berlin/New York 1992, ISBN 3-11-012872-1, S. 508–540. (Ergänzungsbände zum Reallexikon der Germanischen Altertumskunde. 5).
- Germanisch Hof – Hügel, Hof, Heiligtum. In: Karl Hauck, Karl Kroeschel (Hrsg.) Sprache und Recht. Beiträge zur Kulturgeschichte des Mittelalters. Festschrift für Ruth Schmidt-Wiegand zum 60. Geburtstag. de Gruyter, Berlin/New York 1986, ISBN 978-3-11-160782-5, S. 1–9.
- Die schwedischen Bezeichnungen hund und hundare. Ein Beitrag zur Diskussion einer germanischen Wortfamilie. In: Karl Hauck et al. (Hrsg.) Frühmittelalterliche Studien. Band 13, de Gruyter, Berlin/New York 1979, S. 88–124.
- Mittelhochdeutsch gelster – hessisch gelster In: Dietrich Hofmann, Willy Sanders (Hrsg.) Gedenkschrift William Foerste. Böhlau, Köln/Wien 1970, S. 148–166. (Niederdeutsche Studien. 18).
- Gelster und Kelsterbach. In: Beiträge zur Namenforschung. NF. 5 (1970) S. 122–127.
- Tuna-problem. In: Namn och Bygd. Band 56, 1968, S. 89–124.

Herausgeber
- Suffixbildungen in alten Ortsnamen. Akten eines internationalen Symposiums in Uppsala 14.-16. Mai 2004. Eva Nyman (Mitherausgeberin), Uppsala 2004. (Acta Academiae Regiae Gustavi Adolphi. 88).